# If You Leave Me Now (Charlie Puth)
If You Leave Me Now è un brano musicale a cappella del cantante statunitense Charlie Puth, in collaborazione del gruppo musicale vocale statunitense Boyz II Men, settima traccia del secondo album in studio Voicenotes, pubblicato il 5 gennaio 2018 come singolo promozionale dall'etichetta Atlantic Records.

## Classifiche
| Classifiche (2017) | Posizione massima |
| ------------------ | ----------------- |
| Nuova Zelanda      | 10                |
| Svezia             | 13                |